# Charlotte Krenicky
Charlotte Krenicky (* 29. Juni 2000 in Lüttich) ist eine belgische Volleyballspielerin mit slowakischen Wurzeln.

## Karriere
Krenicky begann ihre Karriere 2016 bei VC Mosan Yvoir. Von 2017 bis 2019 spielte sie bei Datavoc Tongeren. Danach war sie drei Jahre bei Jaraco LVL Genk aktiv. Mit der belgischen Nationalmannschaft nahm die Zuspielerin an der Weltmeisterschaft 2022 teil. Im selben Jahr wechselte sie zu Asterix Avo Beveren. Mit dem Verein gewann sie 2023 den belgischen Pokal und die Meisterschaft. Anschließend spielte sie mit Belgien bei der Europameisterschaft. Mit Beveren war sie 2023/24 in der Champions League aktiv. 2024/25 spielte Krenicky beim deutschen Bundesligisten Allianz MTV Stuttgart.

## Familiäres
Charlotte Krenicky stammt aus einer slowakisch-stämmigen Volleyballfamilie. Ihre Eltern Viera und Jaroslav zogen aus der Slowakei nach Belgien und waren dort im Volleyball aktiv. Auch ihre ältere Schwester Barbora war als Volleyballspielerin aktiv und beide spielten zusammen bei Datovoc Tongeren und Jaraco LVL Genk.
Auch ihre Großmutter mütterlicherseits Hilda Mazúrová war ebenfalls als Volleyballspielerin aktiv. Sie nahm für die Tschechoslowakei 1968 und 1972 an Olympischen Sommerspielen teil.